# Mohamed Bacar
Mohamed Bacar (ur. 5 maja 1962 w Barakani, na wyspie Anjouan, Komory) – komoryjski wojskowy i polityk, były prezydent (przywódca) wyspy Anjouan, jednej z trzech autonomicznych wysp tworzących Związek Komorów. Sprawował władzę na Anjouan od 2001 do 2008 roku, kiedy to został obalony przez siły Unii Afrykańskiej wspierające rząd federalny Komorów. Po obaleniu uciekł na Majottę, a następnie został deportowany do Beninu.

## Kariera wojskowa i polityczna
Mohamed Bacar rozpoczął swoją karierę jako oficer policji. W 2001 roku został mianowany administratorem Anjouan przez ówczesnego prezydenta Komorów Azali Assoumaniego. W 2002 roku zwyciężył w wyborach prezydenckich na Anjouan i objął urząd prezydenta wyspy.

## Autorytarne rządy i kryzys konstytucyjny
Jego kadencja zakończyła się w 2007 roku, jednak Bacar odmówił ustąpienia ze stanowiska i samowolnie zorganizował wybory, które zostały uznane za nielegalne przez rząd federalny oraz Unię Afrykańską. Pomimo wyroku Sądu Konstytucyjnego, który nakazywał przekazanie władzy, ogłosił się zwycięzcą wyborów, uzyskując rzekomo 90% głosów.
Jego rządy charakteryzowały się represjami wobec opozycji, łamaniem praworządności i tworzeniem własnych struktur siłowych, w tym lojalnej żandarmerii, która skutecznie kontrolowała wyspę.

## Interwencja wojskowa
W odpowiedzi na niestosowanie się do decyzji władz centralnych, w marcu 2008 roku rząd federalny Komorów wraz z siłami Unii Afrykańskiej przeprowadził interwencję wojskową na Anjouanie. Operacja zakończyła się przejęciem kontroli nad wyspą niemal bez oporu. Bacar zbiegł z wyspy, udając się najpierw na Majottę, a następnie do francuskiego Reunionu, gdzie został zatrzymany przez władze francuskie.

## Azyl polityczny i deportacja
Po ucieczce z Anjouanu, Mohamed Bacar wystąpił o azyl polityczny we Francji, co wywołało kontrowersje zarówno na Komorach, jak i we Francji. Ostatecznie francuskie władze zdecydowały się na jego deportację do Beninu.

## Poparcie lokalne i dziedzictwo
Pomimo autorytarnego stylu rządzenia, Bacar cieszył się pewnym poparciem wśród mieszkańców Anjouan. Wykorzystywał nastroje separatystyczne i zarzuty marginalizacji wyspy przez władze centralne w Moroni. Jego zwolennicy postrzegali go jako obrońcę lokalnych interesów, a jego osoba stała się symbolem dążeń do autonomii lub niezależności wyspy.